# Смирнов, Александр Никанорович
Смирнов Александр Никанорович (родился в 1918 году) — водитель, старшина, кавалер ордена Славы трех степеней (1944, 1945 гг.), участник Великой Отечественной войны, защитник Ленинграда.

## Биография
Смирнов Александр Никанорович родился в 1918 году в Ленинграде, Володарский РВК. В 1939 году поступил на службу в Красную Армию. С самого первого дня участвовал в Великой Отечественной войне, служил водителем-механиком артиллерийского полка 2-й ударной армии на Ленинградском фронте.
В боях под городом Волосово Ленинградской области 25-28 января 1944 года Смирнов с командой солдат в числе первых ворвались на машине во вражеский стан, убив значительное количество фашистских солдат. В ходе боя 20 февраля 1944 года Смирнову удалось проехать через сложный заболоченный участок местности и прорваться в оккупированную немецкими войсками деревню Соокюла (Эстония). Экипажу машины удалось устранить танк противника, дзот и пулеметные установки, которые сдерживали наступление советских войск. За период с 19 по 25 сентября 1944 года под городом Хаапсалу (Эстония) старшине вместе с бригадой удалось уничтожить несколько огневых точек, противотанковых орудий и по крайней мере два десятка военных противника.
За заслуги перед Родиной в ходе Великой Отечественный войны Смирнов был награжден орденами Славы трех степеней.

## Награды
- Орден Славы II степени
- Орден Отечественной войны II степени[3]
- Орден Славы I степени[4]